# ヨハン・エルマンデル
ヨハン・エリク・カルヴィン・エルマンデル（Johan Erik Calvin Elmander, 1981年5月27日 - ）は、スウェーデン出身の元サッカー選手。元スウェーデン代表である。現役時代のポジションはFW。

## 経歴

### クラブ

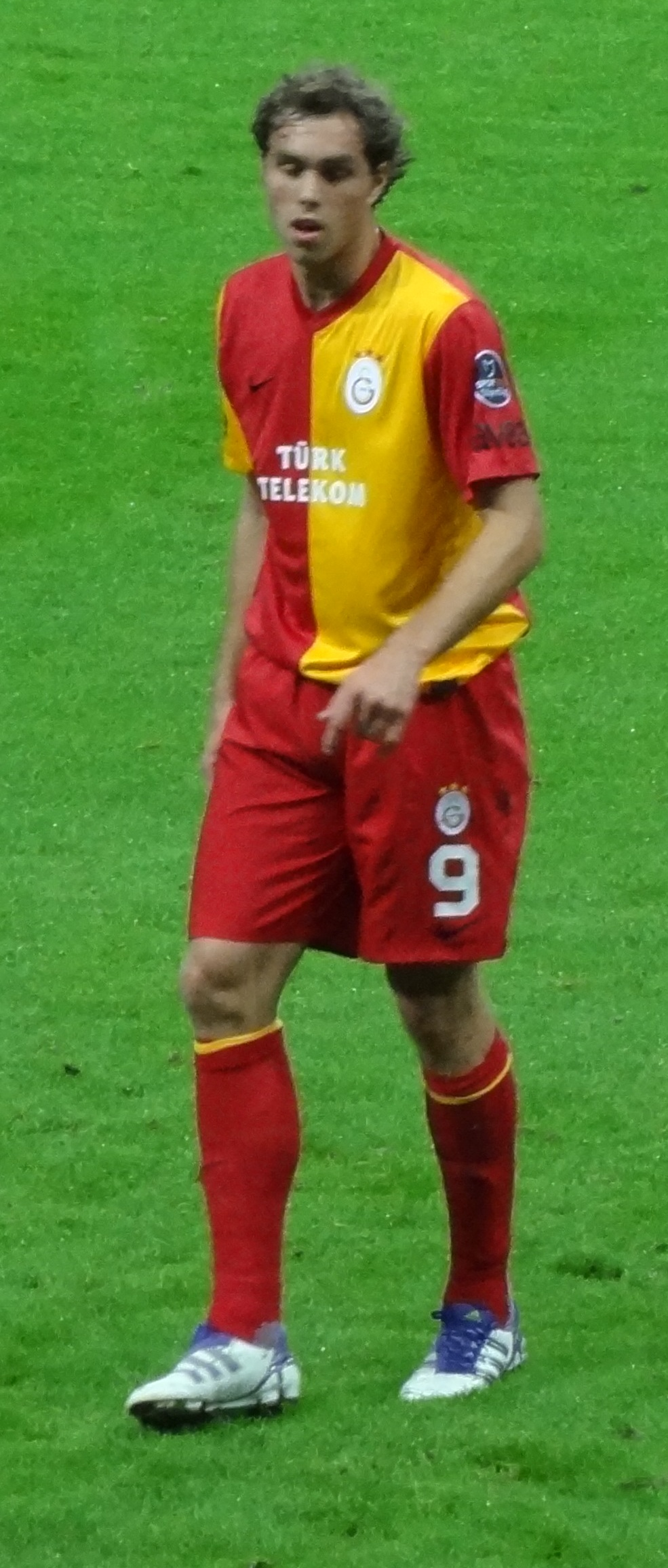
ガラタサライSKでのエルマンデル

#### 初期の経歴
デビューした頃はストライカーだったが、ホルマルンズIF (Holmalunds IF) とエルグリーテISではセンターハーフとしてプレーした。18歳の時にオランダ・エールディヴィジのフェイエノールトに移籍し、やはりミッドフィールダーとして起用された。トップチームのレギュラーではなかったが、2001-02シーズンのUEFAカップでは決勝に進出し、決勝のボルシア・ドルトムント戦 (3-2) では途中出場して優勝カップを掲げた。2002年には母国のユールゴーデンIFにレンタル移籍し、アルスヴェンスカンのタイトルとカップ戦のタイトルの2冠に輝いた。2003年にはリーグ戦で2連覇を果たしたが、出場試合数が少なすぎたために3つの優勝メダルのいずれも受け取っていない。2003年にはNACブレダにレンタル移籍した。

#### ブレンビー
2004年夏、デンマークのブレンビーIFに移籍した。ミカエル・ラウドルップ監督が採用した4-3-3フォーメーションの中で、1トップの後方を自由に動き回るプレーメーカーの役割を任せられたため、期待されたほど多くの得点を挙げることはできなかったが、チームはリーグ戦とカップ戦の2冠を達成し、エルマンデルはチームのシーズン最優秀選手に選ばれた。特にリーグ戦では2位のFCコペンハーゲンに勝ち点12差を付けて圧勝し、その創造的なプレーで光り輝いた。2005-06シーズンは12得点と得点数を増やし、得点ランキング6位となった。在籍した2シーズンでリーグ戦58試合に出場して22得点を挙げ、ヨーロッパの多くのクラブの注目を集めた。

#### トゥールーズ
2006年7月7日、フランスのトゥールーズFCと4年契約を結んだ。移籍金は公表されていないが、450万ユーロから500万ユーロと推定されている。2006-07シーズンにはリーグ戦で11得点を挙げ、リーグ・アン所属選手によって選ばれるリーグのシーズン最優秀選手にノミネートされたが、結局オリンピック・リヨンのフローラン・マルダが受賞した。このシーズンにはオリンピック・リヨンとオリンピック・マルセイユに次ぐ3位となり、UEFAチャンピオンズリーグ予選出場権を獲得した。2007-08シーズンの同大会予選3回戦ではイングランドのリヴァプールFCに2試合合計0-5で破れ、本戦出場はならなかった。2007-08シーズンもリーグ戦で11得点を挙げた。

#### ボルトン
2008年6月27日、イングランドのボルトン・ワンダラーズFCと3年契約を結んだ。移籍金はボルトン史上最高額の820万ポンドであり、代わりにダニエル・ブラーテン (Daniel Braaten) がトゥールーズに移籍した。8月1日、敵地キープモート・スタジアム (Keepmoat Stadium) で行われたドンカスター・ローヴァーズFCとのプレシーズンマッチでデビューし、前後半に1得点ずつを挙げた。8月16日のストーク・シティFC戦 (3-1) で公式戦デビューし、ヘディングでリーグ戦初得点を挙げた。2008-09シーズンは30試合に出場し、5得点2アシストの成績を残した。2008年12月から2009年9月まで9ヶ月間もゴールに見放されたが、フットボールリーグカップのウェストハム・ユナイテッドFC戦のロスタイムに得点して屈辱の記録を打ち破った。アストン・ヴィラFC戦 (1-5) では11ヶ月ぶりにプレミアリーグでの得点を決めた。
2009-10シーズンはケヴィン・デイヴィスが不動の存在であり、エルマンデルは25試合出場3得点に終わったが、2010-11シーズンはついに得点能力を取り戻し、開幕から13試合の間にすべてホームのリーボック・スタジアムで6得点を挙げた。11月には得点ランキング首位に立ったが、その後はチェルシーFCからレンタルで加入したダニエル・スターリッジとデイヴィスが2トップを組み、エルマンデルは右サイドハーフやセンターハーフで起用された。不慣れなポジションで守備などに奔走し、効果的なパスを繰り出すなど器用な一面を見せ、及第点の評価を受けた。12月27日のWBA戦から2011年3月12日のFAカップ6回戦のバーミンガム・シティFC戦で得点するまでの3ヶ月間で3得点に終わると、5月20日の記者会見でオーウェン・コイル (Owen Coyle) 監督は「エルマンデルはガラタサライSKに移籍するだろう」と発言し、エルマンデル自身も同月下旬にはクラブを離れる意思を固めた。ボルトンでは3シーズンでプレミアリーグ92試合に出場して18得点し、FAカップでは11試合に出場して3得点し、フットボールリーグカップでは5試合に出場して1得点した。

#### ガラタサライ
2010-11シーズン終了後にボルトンとの契約が満了し、2011年5月30日、トルコのガラタサライSKと3年契約を結んだ。

#### ノリッジ
2013年8月21日、ノリッジ・シティFCにレンタル移籍が決定し、2年ぶりにプレミアリーグに復帰した。

#### ブレンビー復帰
2014年6月24日、ブレンビーIFへの復帰が発表された。

#### エルグリーテ
2018年1月5日、「次の世代に道を譲りたい」との考えから、現役引退を発表した。

### 代表
2002年2月13日のギリシャ戦 (2-2) でスウェーデン代表デビュー。2003年2月16日、キングズ・カップ (King's Cup) のカタール戦で代表初得点を含む2得点を挙げた。この大会ではタイ戦でも得点しており、スウェーデンの2年ぶり3度目の優勝に貢献した。2005年6月4日、2006 FIFAワールドカップ・ヨーロッパ予選のマルタ共和国戦で得点した。スウェーデンは首位クロアチアとの直接対決に2敗してグループ2位となったが、各グループの2位国の中で最上位となり、2006 FIFAワールドカップ本大会出場を決めた。2006年10月7日に行われたUEFA EURO 2008予選のスペイン戦 (2-0) では、首位を争う相手から先制点を奪って勝利に導いた。2008年にスイスとオーストリアで共催されたUEFA EURO 2008本大会ではグループリーグ3試合に出場。ギリシャとの初戦はズラタン・イブラヒモビッチに代わって途中出場し、スペイン戦・ロシア戦は右サイドハーフで先発出場した。

## 人物
兄弟のペーター・エルマンデル (Peter Elmander) とパトリック・エルマンデル (Patrik Elmander) もプロサッカー選手であり、アルスヴェンスカンでプレーしている。
2007年12月27日、高校時代からの恋人と彼女の地元で派手な結婚式を挙げた。かつてのチームメイトであるキム・シェルストレームやヨン・ヨンソン (Jon Jönsson) など200人以上の招待客が呼ばれ、式後にはアイドル歌手のChristoffer Hidingがパフォーマンスした。2008年8月には初子が誕生し、2010年11月18日には第二子が誕生した。

## 個人成績
2016年7月15日時点
| クラブ                   | シーズン | 国内リーグ | 国内リーグ | 国内カップ | 国内カップ | 国内リーグカップ | 国内リーグカップ | 欧州カップ | 欧州カップ | 通算 | 通算 |
| クラブ                   | シーズン | 出場       | 得点       | 出場       | 得点       | 出場             | 得点             | 出場       | 得点       | 出場 | 得点 |
| ------------------------ | -------- | ---------- | ---------- | ---------- | ---------- | ---------------- | ---------------- | ---------- | ---------- | ---- | ---- |
| ホルマルンズIF           | 1997     | 4          | 0          | -          | -          | -                | -                | -          | -          | 4    | 0    |
| ホルマルンズIF           | 1998     | 19         | 5          | -          | -          | -                | -                | -          | -          | 19   | 5    |
| ホルマルンズIF           | 通算     | 23         | 5          | 0          | 0          | 0                | 0                | 0          | 0          | 23   | 5    |
| エルグリーテIS           | 1999     | 18         | 2          | -          | -          | -                | -                | -          | -          | 18   | 2    |
| エルグリーテIS           | 2000     | 21         | 2          | -          | -          | -                | -                | -          | -          | 21   | 2    |
| エルグリーテIS           | 通算     | 39         | 4          | 0          | 0          | 0                | 0                | 0          | 0          | 39   | 4    |
| フェイエノールト         | 2000-01  | 16         | 2          | -          | -          | -                | -                | -          | -          | 16   | 2    |
| フェイエノールト         | 2001-02  | 22         | 1          | -          | -          | -                | -                | -          | -          | 22   | 1    |
| フェイエノールト         | 2002-03  | 1          | 0          | -          | -          | -                | -                | -          | -          | 1    | 0    |
| フェイエノールト         | 通算     | 39         | 3          | 0          | 0          | 0                | 0                | 0          | 0          | 39   | 3    |
| ユールゴーデンIF         | 2002     | 8          | 5          | -          | -          | -                | -                | -          | -          | 8    | 5    |
| ユールゴーデンIF         | 2003     | 11         | 7          | -          | -          | -                | -                | -          | -          | 11   | 7    |
| ユールゴーデンIF         | 通算     | 19         | 12         | 0          | 0          | 0                | 0                | 0          | 0          | 19   | 12   |
| NACブレダ                | 2003-04  | 31         | 7          | -          | -          | -                | -                | -          | -          | 31   | 7    |
| NACブレダ                | 通算     | 31         | 7          | 0          | 0          | 0                | 0                | 0          | 0          | 31   | 7    |
| ブレンビーIF             | 2004-05  | 27         | 9          | -          | -          | -                | -                | -          | -          | 27   | 9    |
| ブレンビーIF             | 2005-06  | 31         | 13         | -          | -          | -                | -                | -          | -          | 31   | 13   |
| ブレンビーIF             | 通算     | 58         | 22         | 0          | 0          | 0                | 0                | 0          | 0          | 58   | 22   |
| トゥールーズFC           | 2006-07  | 32         | 11         | -          | -          | -                | -                | -          | -          | 32   | 11   |
| トゥールーズFC           | 2007-08  | 32         | 11         | -          | -          | -                | -                | 6          | 1          | 38   | 12   |
| トゥールーズFC           | 通算     | 64         | 22         | 0          | 0          | 0                | 0                | 6          | 1          | 70   | 23   |
| ボルトン・ワンダラーズFC | 2008-09  | 30         | 5          | 1          | 0          | -                | -                | -          | -          | 31   | 5    |
| ボルトン・ワンダラーズFC | 2009-10  | 25         | 3          | 4          | 1          | 3                | 1                | -          | -          | 32   | 5    |
| ボルトン・ワンダラーズFC | 2010-11  | 37         | 10         | 6          | 2          | 2                | 0                | -          | -          | 45   | 12   |
| ボルトン・ワンダラーズFC | 通算     | 92         | 18         | 11         | 3          | 5                | 1                | 0          | 0          | 108  | 22   |
| ガラタサライSK           | 2011-12  | 36         | 12         | 0          | 0          | -                | -                | -          | -          | 36   | 12   |
| ガラタサライSK           | 2012-13  | 16         | 4          | 2          | 1          | 1                | 0                | 6          | 0          | 25   | 5    |
| ガラタサライSK           | 通算     | 52         | 16         | 2          | 1          | 1                | 0                | 6          | 0          | 61   | 17   |
| ノリッジ・シティ         | 2013-14  | 28         | 1          | 2          | 0          | 3                | 2                | -          | -          | 33   | 3    |
| ノリッジ・シティ         | 通算     | 28         | 1          | 2          | 0          | 3                | 2                | 0          | 0          | 33   | 3    |
| ブレンビーIF             | 2014-15  | 20         | 1          | 2          | 1          | -                | -                | -          | -          | 22   | 2    |
| ブレンビーIF             | 2015-16  | 25         | 5          | 4          | 1          | -                | -                | 8          | 3          | 37   | 9    |
| ブレンビーIF             | 通算     | 45         | 6          | 6          | 2          | 0                | 0                | 8          | 3          | 59   | 11   |
| 総通算                   | 総通算   | 490        | 116        | 25         | 6          | 9                | 3                | 16         | 3          | 548  | 131  |

## 代表歴

### 出場大会
- スウェーデン代表
  - 2006 FIFAワールドカップ

### 試合数
- 国際Aマッチ 85試合 20得点（2002年-2015年）[21]

| スウェーデン代表 | 国際Aマッチ | 国際Aマッチ |
| 年               | 出場        | 得点        |
| ---------------- | ----------- | ----------- |
| 2002             | 2           | 0           |
| 2003             | 4           | 3           |
| 2004             | 4           | 1           |
| 2005             | 6           | 3           |
| 2006             | 9           | 1           |
| 2007             | 6           | 3           |
| 2008             | 8           | 0           |
| 2009             | 7           | 1           |
| 2010             | 5           | 1           |
| 2011             | 11          | 3           |
| 2012             | 6           | 3           |
| 2013             | 8           | 2           |
| 2014             | 6           | 0           |
| 2015             | 3           | 0           |
| 通算             | 85          | 20          |

### 得点
| #   | 日付           | 場所           | 相手           | スコア | 最終結果 | 大会                                    |
| --- | -------------- | -------------- | -------------- | ------ | -------- | --------------------------------------- |
| 1.  | 2003年2月16日  | バンコク       | カタール       | 1-0    | 3-2      | 2003 キングズ・カップ                   |
| 2.  | 2003年2月16日  | バンコク       | カタール       | 2-0    | 3-2      | 2003 キングズ・カップ                   |
| 3.  | 2003年2月20日  | バンコク       | タイ           | 2-0    | 4-1      | 2003 キングズ・カップ                   |
| 4.  | 2004年11月17日 | エディンバラ   | スコットランド | 3-0    | 4-1      | 親善試合                                |
| 5.  | 2005年6月4日   | ヨーテボリ     | マルタ         | 6-0    | 6-0      | 2006 FIFAワールドカップ・ヨーロッパ予選 |
| 6.  | 2005年6月8日   | ソルナ         | ノルウェー     | 2-3    | 2-3      | 親善試合                                |
| 7.  | 2005年11月12日 | ソウル         | 韓国           | 1-1    | 2-2      | 親善試合                                |
| 8.  | 2006年10月7日  | ソルナ         | スペイン       | 1-0    | 2-0      | UEFA EURO 2008予選                      |
| 9.  | 2007年3月28日  | ベルファスト   | 北アイルランド | 1-0    | 1-2      | UEFA EURO 2008予選                      |
| 10. | 2007年6月2日   | コペンハーゲン | デンマーク     | 1-0    | 3-0 *    | UEFA EURO 2008予選                      |
| 11. | 2007年6月2日   | コペンハーゲン | デンマーク     | 3-0    | 3-0 *    | UEFA EURO 2008予選                      |
| 12. | 2009年8月12日  | ソルナ         | フィンランド   | 1-0    | 1-0      | 親善試合                                |
| 13. | 2010年3月3日   | スウォンジ     | ウェールズ     | 1-0    | 1-0      | 親善試合                                |
| 14. | 2011年2月9日   | ニコシア       | ウクライナ     | 1-0    | 1-1      | 親善試合                                |
| 15. | 2011年6月3日   | キシナウ       | モルドバ       | 2-0    | 4-1      | UEFA EURO 2012予選                      |
| 16. | 2011年6月3日   | キシナウ       | モルドバ       | 3-0    | 4-1      | UEFA EURO 2012予選                      |
| 17. | 2012年9月6日   | ヘルシンボリ   | 中華人民共和国 | 1-0    | 1-0      | 親善試合                                |
| 18. | 2012年10月16日 | ベルリン       | ドイツ         | 3-4    | 4-4      | 2014 FIFAワールドカップ・ヨーロッパ予選 |
| 19. | 2013年6月7日   | ウィーン       | オーストリア   | 1-2    | 1-2      | 2014 FIFAワールドカップ・ヨーロッパ予選 |
| 20. | 2013年9月6日   | ダブリン       | アイルランド   | 1-1    | 2-1      | 2014 FIFAワールドカップ・ヨーロッパ予選 |

* デンマークサポーターの乱入と主審への暴行により、スウェーデンが3-0で勝利扱いとなった

## タイトル

### クラブ
フェイエノールト
- UEFAカップ : 2001-02

ユールゴーデン
- アルスヴェンスカン : 2002, 2003
- スウェーデンカップ : 2002

ブレンビー
- デンマーク・スーペルリーガ : 2004-05
- デンマークカップ : 2004-05

ガラタサライ
- スュペル・リグ : 2011-12, 2012-13
- スュペル・クパ : 2012, 2013

### 個人
- プレミアリーグ 月間最優秀選手 : 2010年11月[22]